# Великий Олип
Великий Оли́п (рос. Большой Олып) — присілок у складі Кезького району Удмуртії, Росія.

## Населення
Населення — 208 осіб (2010; 254 в 2002).
Національний склад станом на 2002 рік:
- удмурти — 96 %

## Урбаноніми
- вулиці — Центральна
- провулки — Антоновський, Джерельний, Клубний, Східний, Тингилі